# Фіта
Фіта́ (Ѳ, ѳ) — передостання літера старо- і церковнослов'янської кирилиці, літера деяких українських абеток XIX століття; остання (після виходу з ужитку наприкінці XIX ст. іжиці) літера дореволюційної російської абетки.
У сучасних цивільних варіантах кирилиці відсутня, зберігається лише в церковнослов'янському письмі. В українському правописі усередині XIX ст. замінена на «т» або «ф».

## Історія
Походить від грецької літери тета (Θ, θ); має таке ж числове значення — 9 (хоча в абетці традиційно стоїть не на 9-му місці, а в кінці). У кирилиці виглядає як  (у деяких почерках і шрифтах горизонтальна межа перетинає овал помітно нижче за середину або навіть торкається його знизу, завдяки чому цю літеру можна легко переплутати з ). У первісній глаголиці, як припускають, фіта була відсутня; у пізнішій зустрічається запозичений або безпосередньо з грецької, або навіть з кирилиці знак  (Ⱚ), що не має числового значення.
Назва «фіта» пов'язана з візантійським і новогрецьким прочитанням назви літери «тета» (θῆτα) як «θіта», де перший звук читається як глухий зубний фрикативний [θ] (th в англійських словах three, tooth). У південнослов'янській традиції (до якої належала і старослов'янська мова) читалася як [t], чим пояснюється, зокрема, відсутність епентетичного (вставного) «л» в слові коринфяне (пор. з иосифляне). У староруських і церковнослов'янських текстах руського ізводу читалася завжди як [f] і приблизно до середини XVII століття уживалася як варіант букви Ф (ферт), незалежно від етимології. У ряді орфографічних шкіл уживалася або тільки одна з двох літер, та чи інша. Наприклад, у берестяних грамотах впродовж XIII століття фіта виступає єдиним засобом передачі звука [f], а літера Ф не використовується; у XIV–XV століттях, навпаки, в берестяній писемності фіта майже повністю витісняється фертом. У дониконівській і подальшій старообрядницькій церковнослов'янській орфографії прослідковується тенденція ставити фіту на початку слів, а ферт — у середині.
До першої половини XIX століття на території України, підконтрольній Російській Імперії було поширене передання букви тета як фт.

## В українській мові
Фіта тривалий час зберігалася і в українській абетці, де вживалася словах, запозичених з грецької мови через церковнослов'янську — на місці грецької тети. У правописі Павловського ѳ тлумачилася як знак, що передає сполучення з трьох звуків — «хвт». Залишалася літера й у правописі Русалки Дністрової, абетці Максимовича. З українського письма вилучена в 1857 році — у правописі М. О. Гатцука; у передмові до його «Української абетки» українським відповідником церковнослов'янської  наводилася літера «ф».
В іменах в європейській і західноукраїнській традиції читається як [т]. Не на Галичині, через незвичність звуку [f] для великої частини українців, часто читається як [хв] в Ѳеодор - Теодор → Федір → Хведір,  [хт] в Меѳодій - Методій → Мефодій → Михтод, [тв] в Матѳей, Матѳѣй - Мат(т)ей, Матфей → Матвій. В частині імен в українській традиції звикло читається як [т], незалежно від поширеного в регіоні варіанту церковного прочитання: Марѳа - Марта (рідко Марфа), Ѳекла - Текля (рідко Фекла, Векла).

## У російській мові
Починаючи з середини XVII століття в церковнослов'янській, а услід за нею і в російській писемності фіта використовується етимологічно: тільки у словах, запозичених з грецької мови (або опосередковано, через грецьку), і лише на місці грецької тети. Наприклад, в слові орѳографія перше [f] передається через «фіту», а друге через «ферт»: бо початкове грецьке слово пишеться як ορθογραφία (латинізована форма orthographia і схожі варіанти в нинішніх західноєвропейських мовах). Так само пояснюється різниця написань в іменах Ѳеодоръ (розмовне Ѳедоръ) і Філіппъ (пізніше Филиппъ): їхнє оригінальне грецьке написання Θεόδωρος і Φίλιππος відповідно (у латинізованому варіанті Theodorus, Philippus).
Петро I, вводячи гражданський шрифт, спершу (1707—1708) скасував букву «ферт» (Ф), зробивши фіту єдиним способом вираження звука [f]; але незабаром (1710) відмінність Ф/Ѳ в церковнослов'янській системі було відновлено.
У середині XVIII ст. В. К. Тредіаковський радив відмовитися від правила, що приписувало писати «фіту» у грецизмах на місці оригінального θ: «Навіщо без користі мучитися і гайнувати час для того токмо, щоб знати, де належить писати фіту і де ферт? Не всі з нас навчалися грецької, чи латинської, чи якої іншої мови, без знання яких неможливо знати відмінності в буквах».
Під час орфографічної ж реформи 1917—1918 рр. скасували фіту з повсюдною заміною її на Ф.

## В інших абетках
- Фіта існувала в румунській кирилиці — аж до скасування кириличної графіки й переходу на латиницю.
- У південнослов'янських мовах θ читалася як «т», тому вона не використовувалася у цивільних варіантах кирилиці — замість неї у словах грецького походження писали «т» (мит, Тодор).

## Сучасність
Хоча ѳ була вилучена з російської абетки, незабаром її пристосували до створюваних на базі кирилиці писемностей декількох алтайських мов, надавши їй абсолютно інше значення: голосного звуку /œ/, подібного до французького звука eu і німецького ö. Нині ж творці комп'ютерних кодувань «розвели» ці два використання одного і того ж друкарського знака по різних кодових позиціях (у Юнікоді U+0472/U+0473 для фіти, U+04E8/U+04E9 для «голосного Ө» у кирилиці і U+019F/U+0275 для неї ж в латиниці), а дизайнери комп'ютерних шрифтів вирішили позначити різницю наочно, зобразивши їх по-різному, фіту з хвилястою рискою, а ө з прямою: Ѳ, ѳ — Ө, ө — Ɵ, ɵ. Це суперечить традиційному дизайну гражданських кириличних шрифтів, при якому риска всередині O (що б не означала літера) повинна малюватися прямою або хвилястою одночасно з «язичком» літер «Э» та «Є».

Фіта, і та ять до 1918

## Проблема «фіти» й «тети»
У сучасній українській мові існує значна кількість слів грецького походження, що містять в оригінальному написанні літеру θ (тета). Кирилицею її передають двома способами: як «ф» або як «т», залежно від шляху запозичення. Так, для слів, що потрапили в українську мову через старослов'янську, типовим є наявність на місці «фіти» кириличного «ф»: у середньогрецькій (візантійській) мові, звідки запозичували слова у старослов'янську, «тета» читалась як глухий зубний фрикативний, близький до «ф» (аналогічна вимова і у новогрецькій мові). Тоді як у словах, запозичених через латинську, грецька θ передається як «т»: у латині прийнята класична давньогрецька вимова. Деякі з цих слів у різних діалектах та історичних варіантах літературної мови можуть існувати одночасно в кількох формах: «міф» і «міт» (μῦθος), «Афіна» й «Атена» (Ἀθηνᾶ), «Фіви» й «Теби» (Θήβαι). Як видно з наведених прикладів, розбіжності в передачі стосуються не лише літери θ, але й β («бети», у візантійському і новогрецькому прочитанні — «віти») та η («ети», за візантійською і новогрецькою вимовою — «іти»).
Згідно з правописом 2019 року дозволено передавати грецьку θ як «ф», так і «т». На думку критиків реформи, введення «т» на місці «фіти» є безпідставним і не підтверджується сучасною мовною практикою.[джерело?] Водночас прихильники зміни часто розглядають варіант з заміною «ф» на «т» як менш проросійський і надають перевагу саме йому, намагаючись уникати «ф» скрізь, де це можливо. Оскільки літера Ѳ в українській абетці відсутня, а «ф» може мати різне походження (від грецьких «φ», «θ», латинських «f», «ph») спроби механічної заміни «ф» на «т» можуть призвести до гіперкорекційних помилок (наприклад, «тілосот» замість «філософ» є помилкою: грецьке слово (φιλόσοφος) літери «θ» не містить, а тому при запозиченні такий варіант виникнути не міг).

## Цікаві факти
Російський науковець Л. В. Успенський стверджує, що в адресному довіднику російського міста Санкт-Петербурга за 1902 рік можна було знайти і «Федоровых», і «Ѳедоровых», причому перших налічувалося близько 400 осіб, а других — всього 11.